# Аднан
Адна́н (араб. عدنان‎) — один из предков (эпоним) в генеалогии аднанитов — «северных» арабов (жителей соответственно северных, центральных и западных частей Аравийского полуострова). Предком-эпонимом «южных» арабов-кахтанитов считается Кахтан.

## Генеалогия
Считается, что Аднан ведёт свой род от пророка Исмаила и, в свою очередь, является предком пророка Мухаммеда в 21-м колене.
Насчёт предков Аднана существуют большие разногласия среди исследователей, кроме того, что он является потомком Исмаила, и доподлинно неизвестно, сколько поколений и веков разделяют Аднана и Исмаила. Мусульманские историки считают, что потомки Аднана (аднаниды) исповедовали единобожие (ханифизм) вплоть до того, как человек по имени Амр ибн Лухай не склонил их к язычеству и идолопоклонству.
Имя встречается дважды в набатейских надписях Северо-Западной Аравии, а также в самудийских надписях. По «дороге ладана» имя Аднана пришло в Южную Аравию. Это имя не встречается в доисламской поэзии, и очень редко встречается в ранней исламской литературе. Это означает, что имя хоть и имеет доисламское происхождение, но не бытовало в бедуинской традиции. Возможно оно исходит из мекканской традиции.
Благодаря возрождению национального самосознания имя Аднана снова стало актуальным в Турции в последней четверти XIX века. Это объясняется тем фактом, что на ранней стадии младотурецкое движение представляло собой османский национализм, включавший также арабские традиции.